# Österreichische Bibliothek (Volk und Welt)
Die Buchreihe Österreichische Bibliothek wurde von 1985 bis 1990 im Böhlau Verlag in Wien und im Verlag Volk und Welt, Berlin, herausgegeben. Der österreichische Mitherausgeber Roman Roček führte von 1991 bis 1995 die Reihe im Verlag Edition Triglav, Wien, fort. Das Programm war breit gestreut: Romane, Erzählungen, Dramen, Essays, Feuilletons und Aphorismen bedeutender österreichischer Autoren und Autorinnen des 19. und 20. Jahrhunderts. Die Gestaltung des Einbandes und des Schutzumschlages stammt von Hans-Joachim Petzak (künstlerischer Leiter des Verlages Volk und Welt). Die Schutzumschläge für den Böhlau Verlag ab 1989 wurden von Friedrich Hahn entworfen. Mit Ausnahme der Bände "Erotische Literatur" und den Freud-Ausgaben (hier im Essay-Band III ein Chronik zum Leben Freuds) wurde eine Zeittafel (3 Kategorien: Autor/Autoren, Zeitgenossen, Zeitgeschichte; in den Ausgaben Speidel, Bruckner und Friedell nur Autor) von den jeweiligen Herausgebern erstellt. Es wurden 18 Bände (im Böhlau-Verlag nur 13) veröffentlicht.
Lt. Impressum wurden die Böhlau-Ausgaben "In Verbindung mit William M. Johnston und Claudio Magris herausgegeben von Roman Roček", auf Seite des Berliner Volk und Welt Verlages war der Lektor Dietrich Simon verantwortlich. Es waren mindestens 100 (nach Edith Rosenstrauch-Königsberg 150) Bände geplant. Alle Bücher wurden in der Pößnecker Großdruckerei gedruckt. Ausnahmen waren die Bände 8 und 12 (LVZ-Druckerei „Hermann Duncker“ Leipzig) und der Band Friedell: Ist die Erde bewohnt? (Offizin Andersen Nexö Leipzig).

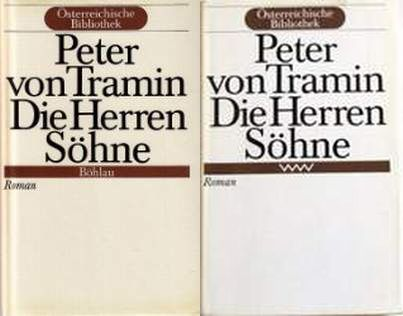
Umschläge beider Verlage

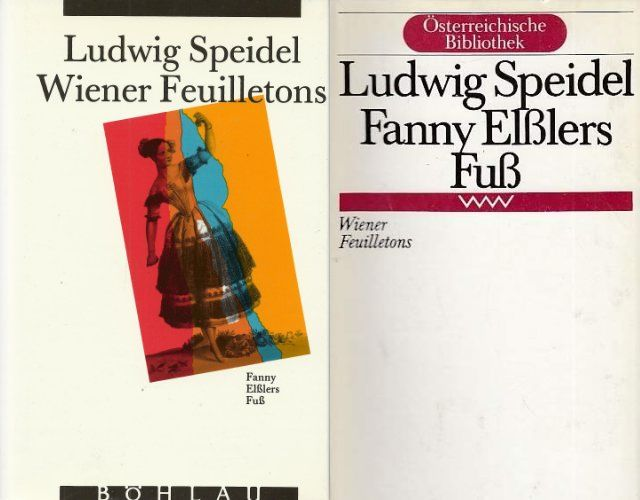
Beispiel für die unterschiedliche Gestaltung der Umschläge

## Übersicht Gemeinschaftsausgaben
| Nr. | Jahre der Auflagen | Autor                      | Titel | Herausgeber (H), Vorwort (V), Nachwort (N) |
| --- | ------------------ | -------------------------- | --- | ------------------------------------------ |
| [1] | 1985               | Karl Kraus                 | Aphorismen und Gedichte. Auswahl 1903–1933                                                                                      | Dietrich Simon (H, N), Edwin Hartl (V)     |
| [2] | 1985               | Peter von Tramin           | Die Herren Söhne. Roman | Roman Roček (V), Eduard Zak (N)            |
| [3] | 1985               | Ferdinand Kürnberger       | Der Amerikamüde. Roman | Hubert Lengauer (N)                        |
| 4   | 1986               | Ferdinand von Saar         | Novellen aus Österreich | Roman Roček (H, N)                         |
| 5   | 1987               | Gustav Meyrink             | Des deutschen Spießers Wunderhorn                                                                                               | Kurt Pinthus (V), Gerhard Böttcher (N)     |
| 6   | 1987               | Franz Blei                 | Portraits | Anne Gabrisch (H, N)                       |
| oNr | 1988/1989/1990     | Sigmund Freud              | Essays Band 1: 1890–1914 | Dietrich Simon (H)                         |
| oNr | 1988/1989/1990     | Sigmund Freud              | Essays Band 2: 1915–1919 | Dietrich Simon (H)                         |
| oNr | 1988/1989/1990     | Sigmund Freud              | Essays Band 3: 1920–1937 | Dietrich Simon (H)                         |
| 7   | 1988               | Marie von Ebner-Eschenbach | Aphorismen. Erzählungen. Theater                                                                                                | Roman Roček (H, N), Chris Hirte (V)        |
| 8   | 1988               |                            | Literatur der Aufklärung. 1765–1800                                                                                             | Edith Rosenstrauch-Königsberg (H, N)       |
| 9   | 1988               | Erika Mitterer             | Der Fürst der Welt. Roman (Anstelle: eines Nachworts): Rainer Maria Rilke – Erika Mitterer. Briefwechsel in Gedichten (Auswahl) | Roman Roček (H, V)                         |
| 10  | 1989               | Leopold von Sacher-Masoch  | Der Judenraphael. Geschichten aus Galizien                                                                                      | Adolf Opel (H, N)                          |
| 11  | 1989               | Ludwig Speidel             | Fanny Elßlers Fuß. Wiener Feuilletons                                                                                           | Joachim Schreck (H, N)                     |
| 12  | 1990               | Ferdinand Bruckner         | Dramen | Hansjörg Schneider (H, N)                  |
| 13  | 1990               |                            | Erotische Literatur 1787–1958                                                                                                   | Bernhard Doppler (H, N)                    |
| oNr | 1990               | Sigmund Freud              | Die Traumdeutung | Dietrich Simon (H)                         |
| oNr | 1990               | Egon Friedell              | Ist die Erde bewohnt? Theater, Feuilleton, Essay, Aphorismus, Erzählung                                                         | Reinhard Lehmann (H,N)                     |

Erläuterung zur Nr:
Die Ausgabennummer wurde nur in den Böhlau-Bänden angegeben (in Klammern = nachträgliche Nummerierung durch Roman Roček), Bände ohne Nummer (oNr) erschienen nur bei Volk und Welt.

## Die Triglav-Ausgaben

Band 14

Band 15

Band 16

Band 18

Ab 1991 wurde die Reihe von Roman Roček im Verlag Edition Triglav, Wien, der von ihm 1991–2013 geleitet wurde, fortgeführt.
Ein Band 17 konnte bisher noch nicht ermittelt werden.
| Nr.  | Jahr | Autor           | Titel                                                                         | Herausgeber (H), Vorwort (V), Nachwort (N), Illustration Cover (I)                                   |
| ---- | ---- | --------------- | ----------------------------------------------------------------------------- | --- |
| [14] | 1991 |                 | Das verschlossene Fenster: Anthologie des Niederösterreichischen P.E.N.-Clubs | Hermann Jandl (H, V), Arnulf Neuwirth: Das Fenster (I)                                               |
| 15   | 1993 | Hermann Jandl   | Kein Flieger: Eine Erzählung                                                  | Roman Roček (Nachrichten über Hermann Jandl), Johann Josef Schmeller: Johann Wolfgang von Goethe (I) |
| 16   | 1995 |                 | Einzelgänger im Massenmedium: Roman Roček: Leben – Analysen – Werke           | Leonid L. Wilczek (H), Winnie Jakob: Karikatur von Roman Roček (I)                                   |
| 17   |      |                 |                                                                               | |
| 18   | 1995 | Herbert Wadsack | Das Gedichtwerk. Mit einem Essay von Karl Bednarik                            | Roman Roček (H, V), Aquarell von Anna Wadsack (I)                                                    |

Erläuterung zur Nr:
in Klammern = nachträgliche Nummerierung durch Roman Roček